# Novák Eszter
Novák Eszter (Budapest, 1964. szeptember 14. –) Jászai Mari-díjas magyar rendező. Édesanyja Foltin Jolán Kossuth-díjas koreográfus, édesapja Novák Ferenc („Novák tata”) koreográfus, rendező, etnográfus.

## Életpályája
1978-1982 között a Madách Imre Gimnázium tanulója volt. 1989-ben végzett az Eötvös Loránd Tudományegyetem Bölcsészettudományi Karának magyar-esztétika, majd pedig 1995-ben Székely Gábor osztályában a Színház- és Filmművészeti Főiskola színházrendező szakán.
1994-1998 között az Új Színház társulatának tagja, 1995-1997 között a Színház- és Filmművészeti Főiskolán Székely Gábor tanársegédje volt. 1998-2000 között a Bárka Színház főrendezőjeként dolgozott. 2000-2011 között rendezője volt a tatabányai Jászai Mari Színháznak – 2003-tól főrendező -, 2003-tól pedig a pár év alatt Anca Bradu és ő köré szerveződött társulatként játszó Honvéd Kamaraszínházban is.
1999-2001-ig rendszeres tanított a Marosvásárhelyi Színművészeti Egyetemen. 2003-tól az elsőként indított zenés-színész osztály vezető tanára volt Ascher Tamással, majd 2008-tól ismét, Selmeczi Györggyel, a Színház- és Filmművészeti Egyetemen. 2004 óta egyetemi adjunktus, 2020-ban lemondásáig rektorhelyettes is volt. Színészosztályokban zenés mesterséget, magyar dráma- és színháztörténetet, drámaelemzést, színházi dramaturg osztályokban drámaolvasást és szövegismeretet tanított.
2006 óta a Magyar Színházi Társaság elnökségi tagja. 
2015-től a nagyváradi Szigligeti Színház művészeti vezetője.

## Családja
Szülei: Foltin Jolán és Novák Ferenc koreográfusok. Testvére: Novák Péter énekes, zeneszerző, sokoldalú médiaszemélyiség.

## Színházi rendezései
A Színházi Adattárban regisztrált bemutatóinak száma: 46.
- Federico García Lorca: Don Cristóbal és Doña Rosita tragikomédiája (1993)
- Vörösmarty Mihály: Csongor és Tünde 'Üdlak' (1994)
- Szép Ernő: Patika (1995)
- William Shakespeare: Ahogy tetszik (1995)
- García Lorca: Vérnász (1996)
- Beaumarchais: Figaro házassága avagy egy őrült nap (1997)
- Grabbe: Tréfa, szatíra, irónia és mélyebb értelem (1997)
- Carlo Goldoni: Chioggiai csetepaté (1998, 2002)
- Bertolt Brecht: Koldusopera (1998, 2008)
- Ödön von Horváth: Kasimir és Karoline (1999)
- Kárpáti Péter: Világvevő (2000)
- Kárpáti Péter: Tótferi, avagy hogy született a világhőse, kinek keresztanyja a Szentpétör volt (2000)
- William Shakespeare: Szentivánéji álom (2000)
- Ábrahám Pál: 3:1 a szerelem javára (2001)
- William Shakespeare: Vagy amit akartok (2001)
- Kárpáti Péter: Nick Carter, avagy végső leszámolás Dr. Quartzcal (2001)
- Parti Nagy Lajos: Ibusár (2002)
- Hamvai Kornél: Kitty Flynn (2002)
- William Shakespeare: Vízkereszt, agy amit akartok (2003)
- Carlo Goldoni: Virgonc hölgyek, avagy a rózsaszín kokárda (2003)
- Kárpáti Péter: Rumcájsz, a rabló (2004)
- Langer: A negyedik kapu (2004)
- Buzássy–Kárpáti–Novák: Csak úgy... (2005)
- Barta Lajos: Szerelem (2005)
- Kárpáti Péter: Első éjszaka, avagy utolsó. Mit tett Umáma Átikával? Avagy a szerelem megszállott rabjának története (2005)
- Brecht: A szecsuáni jólélek (2006)
- Leonard Bernstein: West Side Story (2006)
- MacDermot: Hair (2006)
- Mozart: A varázsfuvola (2007)
- Rejtő Jenő: Az öldöklő tejcsarnok (avagy piszkos Fred nem lép közbe sajnos) (2007)
- Carlo Goldoni: Mirandolina (2007)
- Kárpáti Péter: Búvárszínház (2007)
- Antonín Dvořák: Ruszalka (2009)
- Brecht: Kaukázusi krétakör (2009)
- Karinthy–Gábor: Háló nélkül (2010)
- Loewe: My Fair Lady (2010)
- Feydeau: Osztrigás Mici (2011)
- Bródy Sándor: A tanítónő (2012)

## Filmjei
- Vándorjelek (2002)
- Szabó úr (2011)

## Díjai
- SOROS Stúdiószínházi Napok nagydíja (Tótferi) (2001)
- POSZT, „legjobb társulat”, közönségdíj (Vízkereszt) (2003)
- Jászai Mari-díj (2006)
- Főnix díj (Osztrigás Mici) (2011)[9]